# Пінезька печера імені О. Терещенко
Пінезька печера імені О. Терещенко (рос. Пинежская им. А. Терещенко) — печера в Архангельській області, на Біломорсько-Кулойському плато європейської півночі Росії. Карстова печера горизонтального типу простягання. Загальна протяжність — 2590 м. Глибина печери становить 12 м. Категорія складності проходження ходів печери — 2А.